# Leptosomatum longisetosum
Leptosomatum longisetosum is een rondwormensoort uit de familie van de Leptosomatidae. De wetenschappelijke naam van de soort is voor het eerst geldig gepubliceerd in 1943 door Schuurmans Stekhoven.